# Order Wolności (Portugalia)
Order Wolności (port. Ordem da Liberdade) – portugalskie cywilne odznaczenie państwowe, ustanowione w 1976, nadawane osobom oraz instytucjom za znaczące dokonania na rzecz demokracji i wolności.

## Historia i zasady nadawania
Order ustanowiono 4 października 1976 na mocy ustawy państwowej nr 709-A/76. Jego powstanie było wynikiem procesu demokratyzacji Portugalii, zapoczątkowanego w 1974 przez rewolucję goździków. Odznaczenie jest wyrazem „czci dla działalności obywatelskiej Portugalczyków lub cudzoziemców, którzy wyróżnili się umiłowaniem wolności, oddaniem sprawie praw człowieka i sprawiedliwości społecznej, a zwłaszcza w obronie republikańskich i demokratycznych ideałów”. Jego przeznaczeniem jest nagradzanie „wybitnych zasług dla sprawy demokracji i wolności”. Nadającym odznaczenie jest urzędujący prezydent państwa, będący ex officio (z urzędu) Wielkim Mistrzem Orderu i przewodniczącym jego Kapituły. Z wnioskami o przyznanie orderu może wystąpić do prezydenta także Kapituła.
Według oficjalnej klasyfikacji portugalskich odznaczeń państwowych Order Wolności wraz z Orderem Infanta Henryka należy do kategorii „Orderów narodowych” (Ordens Nacionais).

## Stopnie orderu
Ordem da Liberdade dzieli się na sześć klas:
- Wielki Łańcuch (Grande-Colar)
- Krzyż Wielki (Grã-Cruz)
- Wielki Oficer (Grande-Oficial)
- Komandor (Comendador)
- Oficer (Oficial)
- Kawaler lub Dama (Cavaleiro, Dama)

Dodatkową klasę stanowi stopień: „Członek honorowy” (Membro Honorário), który występuje w wypadku, gdy order jest przyznany instytucji.
Medal Orderu Wolności
Najniższym stopniem odznaczenia jest dwuklasowy (złoty i srebrny) Medal Orderu Wolności (Medalha da Ordem da Liberdade).

## Insygnia
Odznaką orderu jest okrągły medalion, pokryty białą emalią, na którym znajduje się krzyż grecki emaliowany na niebiesko. Krzyż otacza złota korona okolona granatowym, emaliowanym pierścieniem. Medalion oplata ornament składający się z jedenastu par stylizowanych skrzydełek, emaliowanych na biało i rozmieszczonych naprzemiennie. Odznaka jest zawieszona na owalnym, zielonoemaliowanym wieńcu laurowym, wewnątrz którego znajdują się czerwone, emaliowane płomienie. Krawędzie wszystkich ornamentów odznaki są złote.
Gwiazdę orderu – przynależną do czterech najwyższych stopni odznaczenia – tworzy osiem wiązek promieni, złotych w klasach: Wielki Łańcuch, Krzyż Wielki i Wielki Oficer, oraz srebrnych w wypadku Komandorii. Na środku awersu gwiazdy znajduje się odznaka orderu (wraz z wieńcem laurowym z płomieniami), umieszczona na emaliowanym na niebiesko polu.
Na wstążkach orderu znajdują się trzy pionowe pasy o barwach (od lewej): żółty, biały, żółty. Wstążka odznaczenia stopnia oficerskiego jest uzupełniona rozetką oraz klamrą, która zdobi również wstążkę orderu stopnia kawalerskiego. Wstążki orderu przeznaczonego dla kobiet – w stopniach: Wielki Oficer i Komandor – są uformowane w podwójną kokardę.
| Baretki Orderu Wolności | Baretki Orderu Wolności | Baretki Orderu Wolności | Baretki Orderu Wolności | Baretki Orderu Wolności | Baretki Orderu Wolności |
| ----------------------- | ----------------------- | ----------------------- | ----------------------- | ----------------------- | ----------------------- |
| Wielki Łańcuch          | Krzyż Wielki            | Wielki Oficer           | Komandor                | Oficer                  | Kawaler lub Dama        |